# Uripa
Uripa es una localidad de Perú. Es capital del distrito de Anco Huallo en la provincia de Chincheros, departamento de Apurímac. Se encuentra a aproximadamente a 110 kilómetros de la ciudad de Andahuaylas. Está a una altitud de 3105 m.s.n.m y tiene una población de 5038 habitantes en 2017.

## Clima
| Parámetros climáticos promedio de Uripa | Parámetros climáticos promedio de Uripa | Parámetros climáticos promedio de Uripa | Parámetros climáticos promedio de Uripa | Parámetros climáticos promedio de Uripa | Parámetros climáticos promedio de Uripa | Parámetros climáticos promedio de Uripa | Parámetros climáticos promedio de Uripa | Parámetros climáticos promedio de Uripa | Parámetros climáticos promedio de Uripa | Parámetros climáticos promedio de Uripa | Parámetros climáticos promedio de Uripa | Parámetros climáticos promedio de Uripa | Parámetros climáticos promedio de Uripa |
| Mes                                     | Ene.                                    | Feb.                                    | Mar.                                    | Abr.                                    | May.                                    | Jun.                                    | Jul.                                    | Ago.                                    | Sep.                                    | Oct.                                    | Nov.                                    | Dic.                                    | Anual                                   |
| --------------------------------------- | --------------------------------------- | --------------------------------------- | --------------------------------------- | --------------------------------------- | --------------------------------------- | --------------------------------------- | --------------------------------------- | --------------------------------------- | --------------------------------------- | --------------------------------------- | --------------------------------------- | --------------------------------------- | --------------------------------------- |
| Temp. máx. media (°C)                   | 19                                      | 19                                      | 19                                      | 20                                      | 20                                      | 19                                      | 19                                      | 20                                      | 20                                      | 21                                      | 21                                      | 21                                      | 19.8                                    |
| Temp. media (°C)                        | 13.2                                    | 13.1                                    | 13                                      | 13.2                                    | 12.2                                    | 10.9                                    | 10.7                                    | 11.5                                    | 12.7                                    | 13.9                                    | 14.1                                    | 13.6                                    | 12.7                                    |
| Temp. mín. media (°C)                   | 7                                       | 7                                       | 6                                       | 5                                       | 2.5                                     | 1                                       | 0.5                                     | 2                                       | 4                                       | 5.5                                     | 6                                       | 7                                       | 4.5                                     |
| Fuente: climate-data.org                |                                         |                                         |                                         |                                         |                                         |                                         |                                         |                                         |                                         |                                         |                                         |                                         |                                         |